# مونت شارلستون (نوادا)
مونت شارلستون، نوادا (به انگلیسی: Mount Charleston, Nevada) یک سکونتگاه مسکونی در ایالات متحده آمریکا است که در نوادا واقع شده‌است.

## خصوصیات
مونت شارلستون ۷۶٫۰ کیلومترمربع مساحت و ۳۵۷ نفر جمعیت دارد و ۲٬۲۸۹ متر بالاتر از سطح دریا واقع شده‌است.